# Ariyippu
Ariyippu (malaiàlam: അറിയിപ്പ്; també titulada Declaration) és una pel·lícula dramàtica índia del 2022 escrita i dirigida per Mahesh Narayanan. La pel·lícula està produïda per Shebin Backer, sota la bandera de Shebin Backer Productions, Kunchacko Boban sota la bandera de Kunchacko Boban Productions i el mateix Mahesh Narayanan sota la bandera de Moving Narratives. Compta amb Kunchacko Boban, Divya Prabha, Danish Husain, Loveleen Mishra i Faizal Malik en papers fonamentals. La pel·lícula es va estrenar al Concorso internazionale (secció de competició internacional) del 75è Festival de Cinema de Locarno el 4 d'agost de 2022, on va ser nominat al Pardo d'oro. La pel·lícula es va estrenar a Netflix el 16 de desembre de 2022.

## Argument
Ambientada en els temps afectats per la pandèmia a Noida, una parella de lluitadors malayalikal nodreix el somni d'emigrar fora del país per una vida millor. Tots dos treballen en una fàbrica de guants i enregistren un vídeo de Reshmi treballant que volien compartir amb possibles empresaris com a vídeo d'habilitats. Més tard, Hareesh rep un vídeo a WhatsApp on troba el vídeo original de la seva dona unit a un clip diferent d'una dona fent actes sexuals amb algú. Hareesh decideix queixar-se a la policia per demostrar la innocència de la seva dona. Però la policia els desanima dient que la càrrega de la prova recau en Reshmi i és millor que retirin la denúncia. Hareesh decideix investigar qui va filtrar el vídeo. La seva única prova és una polsera que solen portar els homes que portava l'home del vídeo i que el fons del vídeo és B Block a la seva companyia. Segueix un conductor a la fàbrica de guants i descobreix que el conductor forma part d'una colla que està substituint guants nous per altres usats. Mentrestant, Hareesh agredeix sexualment Reshmi en presència de la seva amiga Sujaya i el fill de Sujaya. Hareesh mira imatges de CCTV per recollir la prova i troba en Reshmi entrant al bloc B on es va cometre l'acte sexual. Hareesh creu que al vídeo era la seva dona. S'enfronta a la Reshmi a casa, la colpeja i l'empeny fora de casa seva. La Reshmi comença a viure amb la seva amiga. Hareesh i altres informen el propietari de l'empresa sobre l'estafa que està passant a la seva empresa. Junts investiguen i intenten recollir totes les proves. Mentrestant, Hareesh veu la polsera a la mà del propietari i creu que és el propietari qui està al vídeo. Hareesh els porta a un lloc remot fent veure'ls el guant usat. Allà, Hareesh agredeix físicament el propietari i és arrestat. Però el propietari i Reshmi acudeixen a la comissaria i el propietari fa la seva declaració que Hareesh no la va atacar i que no té cap queixa.
Hareesh entén més tard que la dona del vídeo és una altra treballadora de l'empresa que es va suïcidar. Tenia una aventura amb el germà del propietari i quan se'n van assabentar, la van matar o es va suïcidar. El propietari i la seva dona ofereixen a Hareesh i Reshmi que ambdós obtindran feina a una altra empresa del propietari a Malàisia si retiren la denúncia original de la policia. Hareesh està d'acord però Reshmi no. Reshmi diu que les seves demandes són 1) posar una declaració al tauler d'anuncis de l'empresa de que no és Reshmi al vídeo i 2) ha de visitar la família de la víctima que va morir.
Hareesh i Reshmi van a casa de la víctima i Reshmi canvia d'opinió quan veu la difícil situació de la mare de la víctima. Va dir que no està preparada per al compromís perquè el propietari els està donant el preu de la vida de la víctima. Rashmi també diu que Hareesh pot acceptar l'oferta si vol, però ella no acceptarà aquesta feina. Més tard veiem que Hareesh s'incorpora a la nova fàbrica de Malàisia on hi veu un empleat que porta el mateix braçalet. Rashmi, però, continua treballant a la mateixa fàbrica de Noida. També veiem un avís al tauler d'anuncis on l'empresa nega que la noia del vídeo sigui una empleada de l'empresa, que era una de les demandes de Reshmi.

## Repartiment
- Kunchacko Boban com a Hareesh P.V.
- Divya Prabha com a Reshmi Hareesh, l'esposa de Hareesh
- Danish Husain com a Kailash
- Loveleen Mishra com a supervisora
- Athulya Ashadam com Sujaya
- Faisal Malik com Dinesh Singh
- Kannan Arunasalam com a Suresh
- Kiran Peethambaran com a Mohan
- Kartikey Saxena com a Gudda
- Sidharth Bhardwaj
- Dimpy Mishra
- Rohit Gupta com a Pawan
- Saifuddin com Ismail
- Mannu Rawat com a guàrdia de seguretat de NSEZ
- Rahul Panicker com a Doctor

## Producció
La fotografia principal va començar el 20 de desembre de 2021. El gener de 2022, la pel·lícula es va rodar a Noida. La pel·lícula es va acabar l'11 de febrer de 2022.

## Estrena
La pel·lícula es va estrenar al 75è Festival Internacional de Cinema de Locarno el 4 d'agost de 2022, on va ser nominada per a Pardo d'oro.
La pel·lícula es va estrenar el 16 de desembre de 2022 a través de Netflix.

## Recepció
Amb motiu de l'estrena de la pel·lícula al Festival de Locarno, Anna M. M. Vetticad la va revisar per Firstpost i va elogiar l'autenticitat de l'actuació, la fotografia i l'escriptura. Va puntuar la pel·lícula amb un 4,5 de 5 estrelles i va escriure: "Ariyippu representa l'opressió de les dones, inclòs l'abús físic, sense mai intentar excitar (...). Vetticad va destacar específicament les "observacions agudes de les relacions de gènere" de la pel·lícula i el focus sobre la solidaritat femenina, elogiant la manca de criteri i honestedat en la narrativa de la pel·lícula en comparació amb les pel·lícules comercials que tracten temes similars. La va anomenar la millor pel·lícula malaiala del 2022. Sajin Shrijith de The New Indian Express va puntuar un 4 sobre 5 i va apreciar la pel·lícula que afirmava: "A Ariyippu, trobem Mahesh Narayanan en el seu moment més alliberat, operant en un terreny que no ha explorat abans". Shrijith va escriure, a més, "Ariyippu és la seva pel·lícula més pura, sense adulteració de les trampes del cinema comercial". Elogiant l'actuació de Kunchacko Boban, Shrijith va escriure: "Aquest és Kunchacko Boban en el seu moment més poc glamurós i desinhibit". Shrijith va opinar: "És una pel·lícula per a espectadors de cinema grans i seriosos."

## Premis i nominacions
| Any  | Esdeveniment                                | Categoria i premi                          | Receptor(s)      | Resultat  | Ref.          |
| ---- | ------------------------------------------- | ------------------------------------------ | ---------------- | --------- | ------------- |
| 2022 | Festival Internacional de Cinema de Locarno | Competicií internacional: Pardo d'oro      | Ariyippu         | Nominat   | [ 13 ]        |
| 2023 | 53ns Kerala State Film Awards               | Kerala State Film Award al millor director | Mahesh Narayanan | Guanyador | [ 14 ] [ 15 ] |